# نت بي إس دي
نت بي إس دي (بالإنجليزية: NetBSD)‏ وهو أحد أنظمة التشغيل الحرة والمفتوحة المصدر الشبيهة بيونكس ومتفرع عنه، وهو أكثر أنظمة توزيعة برمجيات بيركلي قابلية للعمل على منصات مختلفة، ويعمل الآن على 46 معمارية عتاد مختلفة (والمزيد منها تحت التطوير).
قابلية نظام نت بي إس دي للعمل على منصات مختلفة، تجعل منه أحد أفضل الخيارات للاستخدام كنظام مضمن. وهي الحواسيب التي تعمل داخل الأجهزة بدون أن ترى. ولأن نقل الشيفرة من منصة إلى أخرى، يمكن أن يؤدي إلى إظهار العلل البرمجية، التي يمكن أن لا تلاحظ بدون ذلك، فإن شيفرة نت بي إس دي صلبة بشكل استثنائي، حتى أن كل من نظامي أوبن بي إس دي، (الذي انشق عن مشروع نت بي إس دي)، و فري بي ‌إس ‌دي، أخذا منه في أوقات متعددة.
ولنظام نت بي إس دي، مثل نظامي فري بي ‌إس ‌دي وأوبن بي إس دي، مجموعة كبيرة من البرامج المجانية والحزم، ويمكنك تشغيل برامج تجارية معدة أصلا لنظام لينكس والإصدارات الأخرى من نظام يونكس بدون الحاجة إلى النص المصدري للبرنامج.

## روابط خارجية
- نت بي إس دي على موقع Open Hub (الإنجليزية)
- الموقع الرسمي